# Moskvas historie
Moskvas historie for det område, som dækker det nuværende Moskva, kan føres tilbage til den første menneskelige beboelse i stenalderen (stenalderstedet Schukinskaya ved Moskvafloden). Der er også fundet andre beviser, fx begravelsessteder for Fatyanovskayakulturen og den tidlige stenalderbeboelse for Dyakovskayakulturen.
I slutningen af det første årtusind var det område, Moskva ligger på, beboet af de slaviske stammer Vyatichi og Krivichi. I slutningen af det 11. århundrede var Moskva en lille by med centrum og handelsforstad ved mundingen af Neglinnayafloden.
Den første reference til Moskva kan dateres til 1147, hvor Yuri Dolgoruki opfordrede fyrsten af Republikken Novgorod til at komme til ham. Ni år senere, i 1156, beordrede fyrst Yuri Dolgoruki, at der skulle bygges en træmur omkring Moskva. I perioden 1237-1238 brændte mongolerne byen ned og dræbte indbyggerne. Moskva kom sig over det og blev hovedstad i et selvstændigt fyrstedømme i 1327. Byens gode placering ved Volgafloden hjalp til, at byen støt kunne udvikle sig.
Under Ivan I erstattede Moskva byen Tver som hovedstad i Vladimir-Suzdal og blev eneindsamler af skat for de mongolske herskere. Ved at betale en høj tribut fik Ivan et vigtigt gode fra khanen. Modsat andre fyrstedømmer blev Moskva ikke delt mellem hans sønner, men blev overdraget til den ældste. I 1380 ledte fyrst Dmitrij Donskoj af Moskva en forenet russisk hær til en vigtig sejr over mongolerne i slaget ved Kulikovo. Efter slaget fik Moskva en ledende rolle i befrielsen af Rusland fra mongolsk overherredømme. I 1480 vandt Ivan III endelig frihed fra tatarernes kontrol ved Det store møde ved Ugra-floden, hvilket tillod Moskva at blive centrum for al magt i Rusland. Hovedstaden i Rusland, som tidligere havde skiftet mellem Kijev og Vladimir, blev ved slutningen af hans regeringstid endelig fastlagt til Moskva.
I det 17. århundrede var der mange folkeopstande som Befrielsen af Moskva fra polsk invasion (1612), Saltopstanden (1648), Kobberopstanden (1662) og Moskvaopstanden i 1682. Byen ophørte med at være Ruslands hovedstad i 1712 efter grundlæggelsen af Skt. Petersborg ved Østersøen af Peter den Store i 1703. Da Napoleon invaderede Rusland i 1812, evakuerede moskovitterne byen og brændte den af, da Napoleons tropper nærmede sig d. 14. september. Napoleons hær, der var plaget af sult, kulde og dårlige forsyningslinjer, blev dog tvunget til hurtigt at trække sig tilbage igen.

I januar 1905, blev Alexander Adrianov udnævnt til Moskvas første officielle borgmester. Efter Den Russiske Revolution 1917 blev Moskva den 12. marts 1918 hovedstad i Føderationen af russiske socialistiske sovjetrepublikker, som mindre end fem år senere blev til Sovjetunionen. 
Under den store fædrelandskrig (det russiske navn for Østfronten under 2. verdenskrig) var hovedkvarteret for forsvaret og generalstaben for den Røde hær placeret i Moskva. I 1941 blev 16 divisioner (over 160.000 personer), 25 bataljoner (18.800 personer) og fire ingeniørregimenter dannet af frivillige moskovitter. I november 1941 blev den tyske Centerarme stoppet i byens forstæder og dernæst drevet ud under Slaget om Moskva. Mange fabrikker blev evakueret sammen med meget af centraladministrationen, og fra d. 20. oktober blev byen erklæret under belejring. De tilbageværende indbyggere byggede og bemandede panserværnsvåben-forsvarsværker, mens byen blev bombarderet fra luften. Det er værd at bemærke, at Josef Stalin nægtede at forlade byen, hvilket betød, at den øverste militære ledelse også blev. På trods af belejringen og bombningerne fortsatte konstruktionen af Moskvas metro, som begyndte i de tidlige 1930'ere, og ved krigens slutning åbnede flere nye metrolinjer. Den 1. maj 1944 blev en medalje: For forsvaret af Moskva stiftet. For at fejre 20 året for sejren i 2. verdenskrig blev Moskva den 8. maj 1965 sammen med 11 andre byer udnævnt til Helteby.
Efter afslutningen af krigen begyndte en omfattende byggeperiode i byen. Især perioden 1961 til 1971 var kendetegnet ved omfattende nybyggeri. I 1970 var indbyggertallet steget til næsten 7 mio. mennesker.
Moskva var vært for Sommer-OL 1980. Legene var prægede af en boykot fra en række vestlige lande bl.a. USA, Vesttyskland og Japan, grundet Sovjetunionens invasion i Afghanistan året før.
I 1987 indtraf en af de mere spektakulere hændelser under den Kolde Krig, da Mathias Rust landede et lille fly nær Den Røde Plads.
I 1991 var Moskva ramme om et kupforsøg fra regeringsmedlemmer imod Michail Gorbatjovs reformer. Da Sovjetunionen blev opløst samme år, fortsatte Moskva med at være hovedstad, nu i Rusland. Siden da er der udviklet en markedsøkonomi, hvilket har skabt en eksplosion i vestlige forretninger, serviceudbud, arkitektur og livsstil.
I 1999 og 2002 var Moskva vidne til terrorangreb udført af tjetjenske terrorister. Terrorangrebet i 1999 ramte en række bombeattentater en række boligkomplekser. Dette terrorangreb medførte 219 døde, en stor mængde sårede og var en medvirkende faktor til indledelsen af den anden tjetjenske krig. Terrorangrebet i 2002 blev udført ved, at ca. 40 tjetjenske terrorister tog 912 personer som gidsler i Dubrovka-teateret. Dette angreb medførte, at 129 af gidslerne blev dræbt.